# 이즈미 히로타카

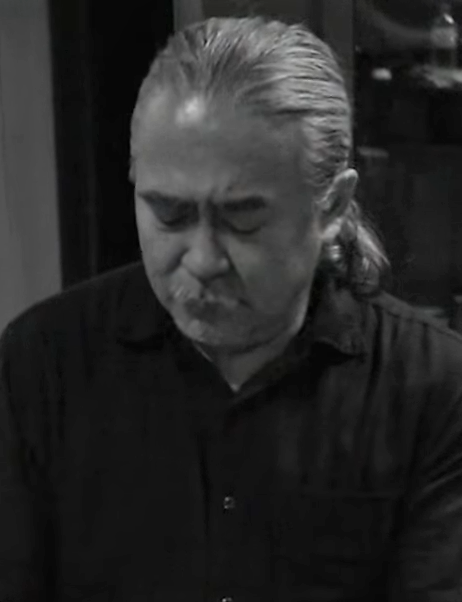

이즈미 히로타카(일본어: 和泉 宏隆, 1958년 9월 28일 ~ 2021년 4월 26일)는 일본의 피아니스트이다. 일본의 퓨전재즈 밴드 티스퀘어에서 1982년부터 1998년까지 활동하였다.
1998년 티스퀘어에서 탈퇴 후, 솔로 피아니스트로 전향을 하였다. 1999년에는 창가(일본동요)와 자작곡으로 구성한 피아노 솔로 앨범 Takarajima 전편, 후편 발표, 2001년에는 Neo Soul Unit, dRUM & LOVE의 멤버로서 Exit Brooklyn을 발표, 2002년에는 시간대별로 구성된 4부작 피아노 솔로 앨범 6 to 10 Morning, 18 to 22 Evening, 14 to 18 Afternoon, 22 to 26 Midnight를 발표하여 큰 호평을 얻었다.
서정적인 멜로디, 세련되고 아름다운 하모니, 따뜻한 피아노 음색이 큰 매력인 그는 현재 솔로 피아니스트로서의 활동을 축으로 Water Colors, Sound of Wisdom, Pyramid, Hirotaka Izumi Trio 등 다양한 밴드 및 프로젝트 그룹의 멤버로 활약하며 클래식부터 팝, 재즈등 장르를 넘나드는 피아니스트로 정평이 나있다.
2005년과 2006년에는 유지 토리야마, 아키라 짐보와 함께 피라미드라는 밴드를 결성하여, Pyramid와 Telepath 앨범을 발표하였다.
2021년 4월 26일 급성 심장마비로 사망하였다.